# Martha Graham

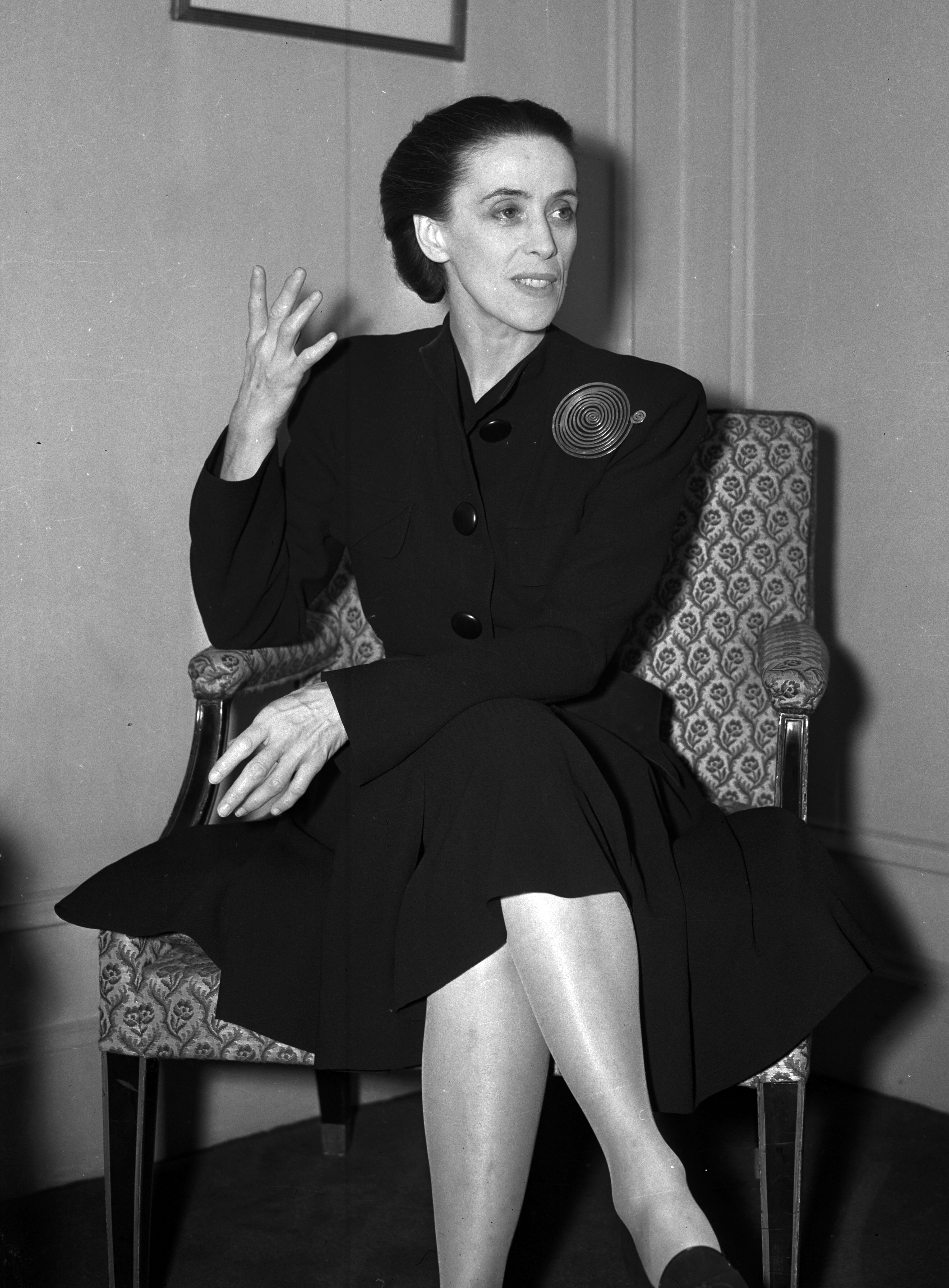
Martha Graham (um 1940)

Martha Austin Graham (* 11. Mai 1894 in Allegheny City, heute zu Pittsburgh, Pennsylvania; † 1. April 1991 in New York) war eine US-amerikanische Tänzerin, Choreografin und Tanzpädagogin. Graham gilt in der Fachwelt als eine Innovatorin des Modern Dance.

## Leben und Werk
Martha Graham war die älteste Tochter neben zwei weiteren Schwestern von George Graham, einem Arzt für Psychiatrie, und von Jane Beers. Nach dem Tode ihres Vaters begann sie 1916 mit einer Tanzausbildung in Los Angeles bei der Denishawn School und schloss sich danach auch der Denishawn Company an. Diese Tanz-Kompanie wurde von Ruth St. Denis und Ted Shawn geleitet, wo unter anderem auch klassisches Ballett unterrichtet wurde. Auf Einladung von Rouben Mamoulian lehrte sie dann ab 1925 an der Eastman School of Music in Rochester bei New York und ab 1930 am Cornish College of the Arts. Bis dahin war ihr Stil noch eklektizistisch und romantisch, was sich aber bald mit ihrem eigenen Studio in New York ändern sollte.

## Tanzstil: Körpersprache als Ausdruck „innerer Musik“
1926 gründete sie in Manhattan die Martha Graham School of Contemporary Dance, aus der später die Martha Graham Dance Company hervorging. Hier nun revolutionierte Graham das klassische Ballett, indem sie die Formen des Tanzes nicht mehr einem standardisierten Bewegungsablauf unterordnete, sondern dem Gefühl und der Emotion den bedingungslosen Vorrang vor der Bewegung gab. In immer neuen Versuchen der Selbsterforschung baute sie schließlich ihr Spektrum der Tanztechniken auf den elementaren Bestandteilen von Anspannung und Entspannung sowie der Atmung auf. Ihre mittlerweile selbst standardisierte Martha-Graham-Technik zeichnete sich durch kraftvolle, dynamische, schroffe und spannungsgeladene Motorik und Bewegungen aus. Berühmt ist ihre Tanzschöpfung „Lamentation“. Die Ballettkunst von Martha Graham war überdies auch von einer breiten Vielfalt kultureller Einflüsse wie der modernen Malerei, der amerikanischen Pionierzeit, den religiösen Zeremonien der indianischen Ureinwohner und von der griechischen Mythologie inspiriert.

## Mitarbeiter und Schüler

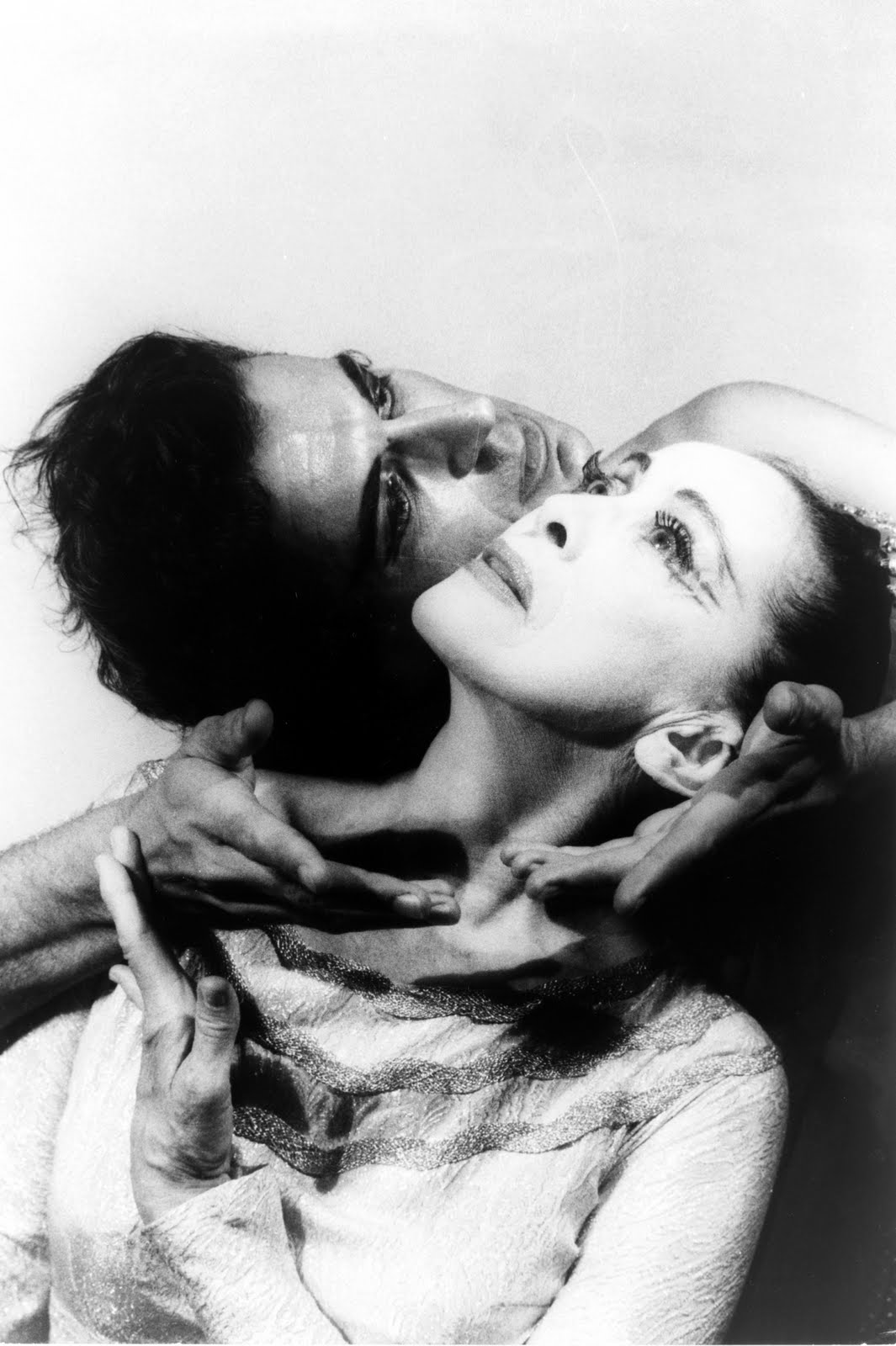
Martha Graham mit Bertram Ross in „Visionary recital“
(Foto: Carl Van Vechten, 1961)

Sie arbeitete mit Künstlern anderer Provenienz zusammen wie etwa mit den Komponisten Aaron Copland, Samuel Barber und ihrem Mentor Louis Horst. Auch Bildhauer wie Isamu Noguchi und Modedesigner wie Halston, Donna Karan und Calvin Klein arbeiteten bei ihren Projekten mit. Stars des klassischen Balletts wie Margot Fonteyn, Rudolf Nurejew und Mikhail Baryshnikov (1987 bis 1989) tanzten in ihren Stücken. Daneben unterrichtete sie auch bekannte Schauspieler wie Bette Davis, Kirk Douglas, Madonna, Liza Minnelli, Gregory Peck und Tony Randall. Ihre berühmtesten Schüler waren die Choreografen Merce Cunningham, Bessie Schönberg, Paul Taylor und Twyla Tharp. 1934 bis 1938 leitete sie, neben Doris Humphrey, Charles Weidmann und Hanya Holm die Bennington School of Dance im Umfeld des Bennington College in Vermont. Während der sommerlichen Bennington Festivals zeigten sie ihre neuesten Tanzprogramme. Merce Cunningham und Erick Hawkins kamen 1939 bis 1942 nach Bennington und wurden Solotänzer in ihrer Company.
In ihrer über 60 Jahre währenden Bühnenarbeit schuf Graham 181 Werke. Im Alter von 76 Jahren gab sie ihre letzte eigene Tanzvorstellung. Noch mit 96 Jahren choreografierte sie Tanzstücke.

## Zitat
„Dance is the hidden language of the soul.“

## Auszeichnungen und Ehrungen(Auszug)
- 1967 wurde Graham in die American Academy of Arts and Sciences gewählt.[6]
- Presidential Medal of Freedom (1976)
- Samuel H. Scripps-American Dance Festival Award (1981)
- Ehrenmitglied der American Academy of Arts and Letters (1983)[7]
- National Medal of Arts (1985)
- Ingenio et arti, ausgezeichnet am 12. September 1986 von Königin Margrethe II. von Dänemark mit der dänischen Verdienstmedaille[8]
- Frau des Jahres (1930) Time Magazine[9]

## Filme
- 1993: Strawinskys »Frühlingsopfer«. Choreographien und Choreographen. Regie: Jacques Malaterre. Mit Vaslav Nijinsky, Maurice Béjart, Pina Bausch, Martha Graham, Mats Ek, Mary Wigman. Musik: Igor Strawinsky; Produktion: Josette Affergan, La Sept, ARTE, Telmondis. 1 Videocassette (VHS, 61 Min.) farb., Mono.
- 1994: Martha Graham. Ein Portrait. Regie: Catherine Tatge. Mit Martha Graham Dance Company. Produktion: Tatge/Lasseur Prod.; 1 Videokassette (VHS, 56 Min.), Mono.

## Werke
- Martha Graham: Der Tanz, mein Leben. Eine Autobiographie. Heyne, München 1992, ISBN 3-453-05600-0.